# Коричневая американская геоемида
Коричневая американская геоемида (Rhinoclemmys annulata) — вид черепах семейства азиатских пресноводных черепах.

## Внешний вид и строение
Общая длина карапакса достигает 20 см. Голова маленькая с вытянутым рылом и крючковатым клювом. Карапакс уплощён с очень небольшим килем. Пластрон довольно большой, у самцов на нем вогнутость. У самцов хвост больше и толще, чем у самок. Плавательные перепонки на лапах отсутствуют. Впрочем, на конечностях есть большие щитки.
Голова коричневая. Широкая желтая или красная полоса тянется от орбиты глаза к шее, но может отсутствовать. Другая полоса идет под глазом к щитку, где соединяется с такой же полосой от верхней челюсти. Также полосы идут от глаза до кончика морды. Карапакс коричнево-черный с желтой пигментацией. Окраска карапакса и рисунок могут сильно колебаться. Перепонка и пластрон жёлтые по краям и коричнево-черные в центре, образуют таким образом, нечто вроде светлого кольца вокруг темной внутренней части. Отсюда происходит латинское название этой черепахи («annulata» — «кольчатая»). Щитки на лапах желтого цвета с темными полосками.

## Образ жизни
Предпочитает горные леса. Ведёт наземный образ жизни. Активна утром. Также активна сразу после сильных дождей. В жару ищет водоемы и погружается в воду. Встречается на высоте до 1500 м над уровнем моря. Питается папоротником, листьями кустарников, молодой порослью, фруктами.
Самка откладывает яйца в течение всего года. В кладке 1—2 эллиптических яйца 70 на 37 мм. Размер новорожденных черепашат 63 мм.

## Распространение
Коричневая американская геоемида встречается в Колумбии, Коста-Рике, Эквадоре, Гондурасе, Никарагуа и Панаме.